# 이병률
이병률(1967년 ~ )은 대한민국의 시인이다. 충청북도 제천에서 태어나 서울예술대학 문예창작과를 졸업했다. 2006년 제11회 「현대시학작품상」을 수상했다. MBC 라디오 《이소라의 FM 음악도시》 작가로도 활동했으며, 현재 문학동네 계열사 「달」 출판사 대표이다. 「시힘」 동인으로 활동하고 있다.

## 약력
1995년 《한국일보》 신춘문예에 당선되어 작품 활동을 시작했다. 2006년 제11회 「현대시학작품상」을 수상했다.

## 수상
- 2006년 제11회 「현대시학작품상」

## 방송작가 활동
- 1996년 4월 ~ 1997년 MBC FM 《신해철의 FM 음악도시》
- 1997년 10월 ~ 2001년 MBC FM 《유희열의 FM 음악도시》
- 2001년 4월 ~ 2006년 4월 MBC FM4U 《이소라의 FM 음악도시》
- 2008년 MBC FM4U 《타블로와 꿈꾸는 라디오》(객원으로 참여)

## 저서

### 시집
- 《당신은 어딘가로 가려 한다》(문학동네, 2003)
- 《바람의 사생활》(창비, 2006)
- 《찬란》(문학과지성사, 2010)
- 《눈사람 여관》(문학과지성사, 2013)
- 《바다는 잘 있습니다》(문학과지성사, 2017)
- 《이별이 오늘 만나자고 한다》(문학동네, 2020)
- 《누군가를 이토록 사랑한 적》(문학과지성사, 2024)

### 산문집
- 《끌림》(랜덤하우스코리아, 2005) (달, 2010; 개정판)
- 《바람이 분다 당신이 좋다》(달, 2012)
- 《어떤 날1》(북노마드, 2013)
- 《내 옆에 있는 사람》(달, 2015)
- 《혼자가 혼자에게》(달, 2019)
- 《그리고 행복하다는 소식을 들었습니다》(달, 2022)

### 대화집
- 《안으로 멀리 뛰기》(북노마드 2016)

- 이병률 트위터

## 기타 활동
- 토이 4집 《A Night In Seoul》수록곡 〈혼자있는 시간〉 작사 (1999)